# Картинні камені

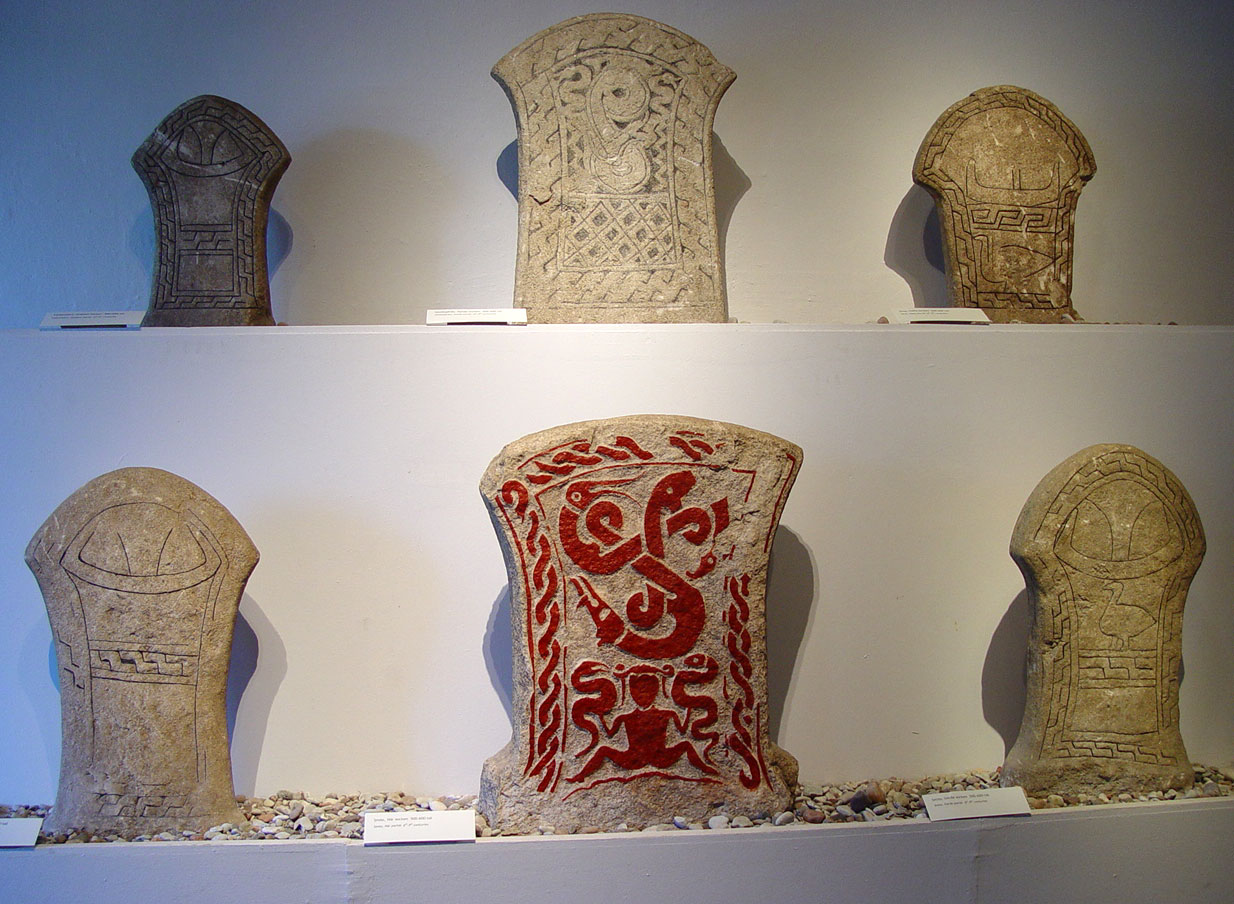
Картинні камені в краєзнавчому музеї Готланда

Картинні камені (швед. bildstenar) — валуни (як правило, з вапняку) з нанесеним на них орнаментом, що належать до періоду  вікінгів.
Картинні камені відрізнялися від  рунічних тим, що на них наносилися не руни, а зображення на кшталт  піктограм. Переважна більшість таких каменів знаходиться на островах Готланд та  Мен. Камені, як правило, встановлювалися на велелюдних місцях (наприклад, біля переправ через річки), набагато рідше — над похованнями.
Картинні камені датуються трьома періодами з V по XI століття. Ілюмінація зображень найчастіше викликає складнощі. Досить поширені сцени із зображенням вершника, що повертається з війни і якого зустрічає біля будинку жінка з рогом в руці. Найбільший зі збережених каменів (на Готланді) має висоту 370 см.

## Галерея

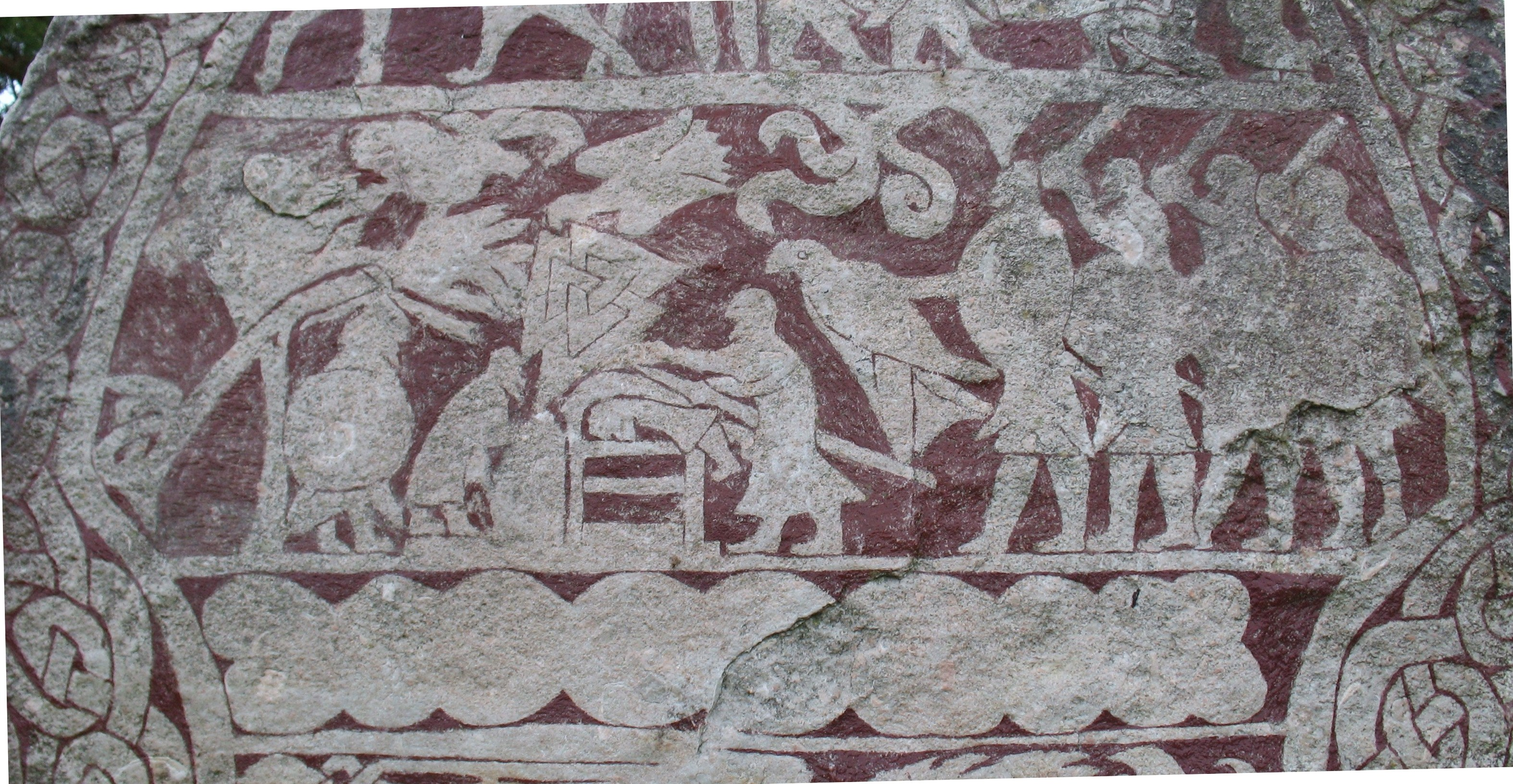
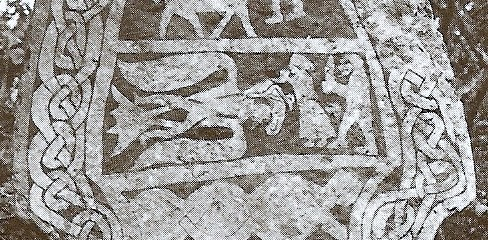
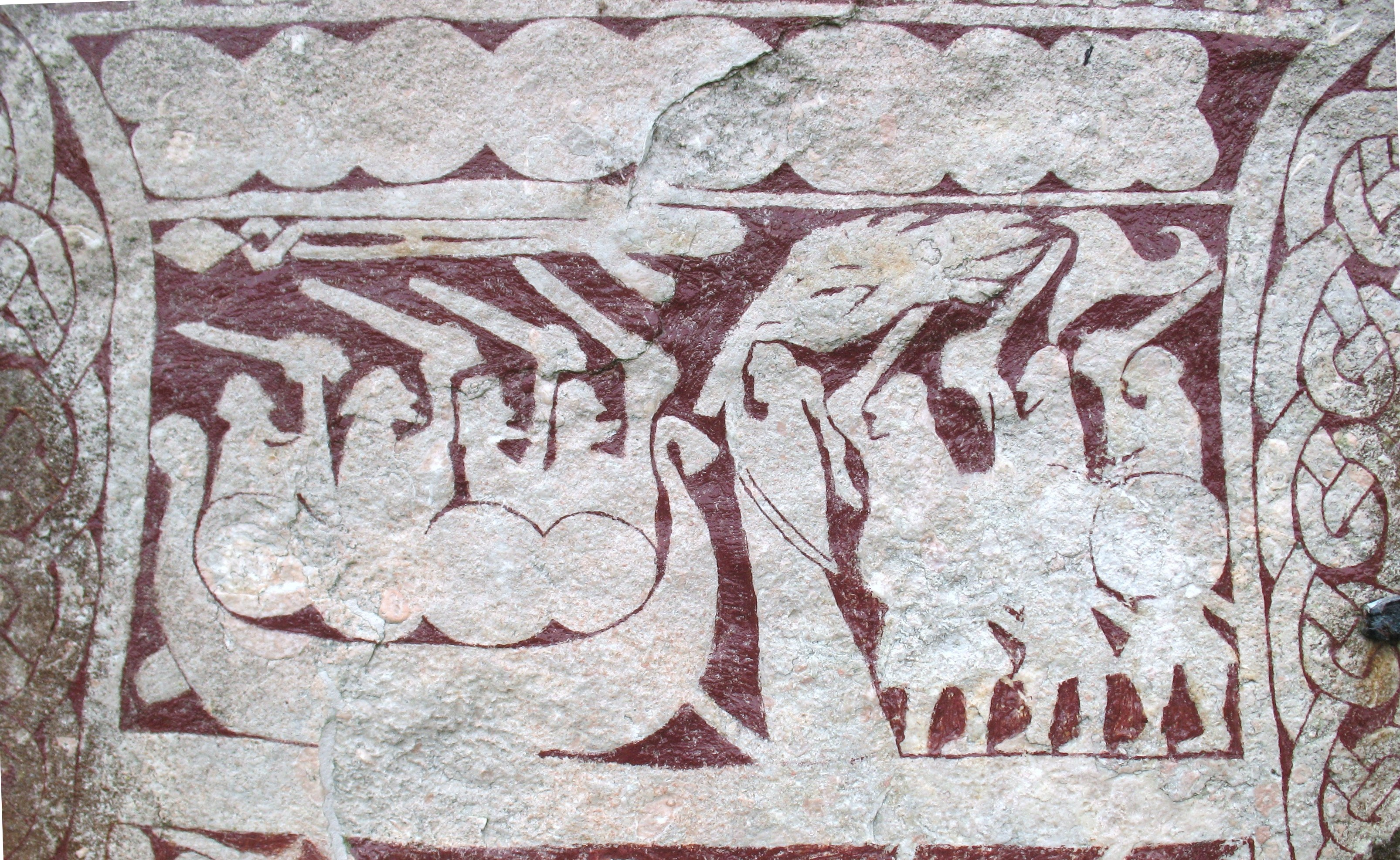
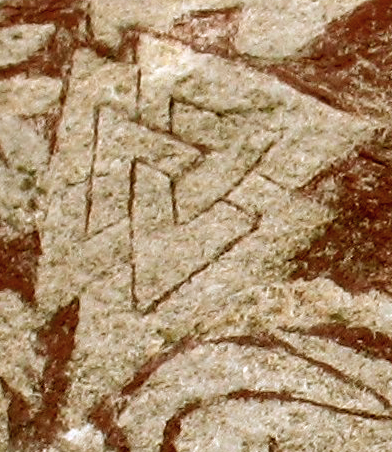

## Приклади
- Стура-Хаммарський камінь
- Тенгельгордський камінь